# Неформална комуникация
Неформалната комуникация е случайната и неофициална форма на комуникация, при която информацията се обменя спонтанно между две или повече лица, без да се спазват предписаните официални правила, процеси, система, формалности и верига на командването.
Неформална форма на споделяне на информация е тази която обикновено се използва при лични разговори с приятели или членове на семейството. В рамките на бизнес средата неофициалната комуникация понякога може да се наблюдава в разговори, електронни писма, текстови съобщения и телефонни разговори между служители, които се социализират.

## Характеристики
Неформалната комуникация се характеризира с неопределен канал на комуникация, което означава, че няма определена верига на командване, чрез която се разпространява информацията. Следователно информацията може да тече отвсякъде. Често такова общуване възниква от обществените отношения, които индивидът създава с други хора на основата на общи интереси, желания или дисбаланси.
Има четири типа мрежи за неформална комуникация grapevine(лози), които показват как се улеснява комуникацията. Това са:
- Единична верига
- Клюкарска верига
- Вероятностна верига
- Клъстерна верига

Клюката в организацията е най-добрият пример за неформална комуникация, при която служителите от различни отдели, независимо от техните йерархични позиции, се събират и комуникират помежду си. Неформалната комуникация задоволява социалните нужди на хората и омекотява официалните отношения, като запълва празнините и дори обединява различни хора, които не попадат под общата командна верига.
Това съобщение се основава на неформални отношения (като приятелство, членство в един и същ клуб, едно и също място на раждане и т.н.) и следователно е свободно от всички организационни формалности.
Обменът на неофициални съобщения обикновено се извършва по повод обществени ястия, социални поводи, партита и т.н. В такива случаи началниците събират такава информация от своите подчинени, което трудно може да се постигне чрез официална комуникация. Такова съобщение включва коментари, предложения и др.
При това комуникацията се осъществява чрез гастилация, преместване на главата, усмихване и запазване на спокойствие. Например, един началник иска да се оплаче срещу своя подчинен на висшия си началник и в същото време се страхува да го даде в писмен вид. Това може да бъде предадено на висшия началник чрез неформална комуникация, например по време на разговор.
Неформалната комуникация се нарича още комуникация с grapevine (лозята), тъй като няма определен канал за комуникация. Съгласно нея някои данни преминават през много хора и обхващат голямо разстояние, което прави своя произход неясен. Това е точно като лозя, където е трудно да се намери началото и краят.
Характеристики
Неформалната или лозарската комуникация има следните характеристики:
1. Създаване чрез социални отношения 
Това съобщение се ражда от социални отношения, което означава, че то надхвърля ограниченията на организацията. Няма по-висши и подчинени отношения в него. Един по-общителен началник може да събере много информация чрез този канал.
2. Два вида информация 
Чрез това съобщение може да се събере информация за работата и индивида.
3. Несигурен път 
Тъй като тя е извън ограниченията на организацията, тя не следва определен канал. Подобно на лозята, тя се движи по зиг-заг.
4. Възможност за слухове и изкривяване 
Отговорността за истинското или неистинското естество на комуникацията не лежи върху никого и поради това не се обръща голямо внимание на значението му при комуникацията. Следователно, слуховете продължават да плават.
5. Бързо разпространение 
Неформалната комуникация прави разпространението на новините като пожар. Не само това, хората започват да добавят свой собствен, който понякога променя истинския смисъл на комуникацията.

## Предимства
Неформалният канал за комуникация има следните предимства:
1. Бърза и ефективна комуникация 
Според това съобщение, съобщенията се движат бързо и ефектът им е еднакво голям за хората.
2. Свободна среда 
Неформалната комуникация се осъществява в свободна среда. Свободната среда означава, че няма натиск от нито един офис – голям или малък. Реакциите на служителите могат лесно да бъдат събрани.
3. По-добри отношения с хората 
Неформалната комуникация спасява служителите от напрежение. Свободата от напрежение спомага за установяването на по-добри човешки отношения. Това също засяга официалната комуникация.
4. Лесно решение на трудните проблеми 
Има много проблеми, които не могат да бъдат решени с помощта на официалната комуникация. В неофициалната комуникация има повече свобода, която помага за решаването на трудни проблеми.
5. Задоволяване на социалните потребности на работниците 
Всеки иска добри отношения с висшите началници на мястото на работата си. Такива отношения дават удовлетворение на служителите и се чувстват горди. Но това може да стане само с помощта на неформалната комуникация.

## Ограничения
Дефектите или ограниченията на неформалната комуникация са както следва:
1. Безсистемна комуникация 
Това съобщение е абсолютно несистематично и не е необходимо информацията да достига до съответното лице.
2. Ненадеждна информация 
По-голямата част от информацията, получена чрез това съобщение, е неподходяща и не може да бъде взето важно решение.